# Alfred Runge (Architekt, 1880)
Alfred Friedrich Claus Runge (* 7. August 1880 in Flörkensdorfer Mühle, heute Ortsteil von Ahrensbök; † 1961 in Lübeck-Travemünde) war ein deutscher Architekt. Einige seiner Bauten stehen heute unter Denkmalschutz.

## Leben
Alfred Runge war ein Sohn des Pächters Ferdinand Friedrich Runge und seiner Frau Anna Dorothea Emma, geb. Wagner. Er studierte Architektur an den Hochschulen Hannover und Karlsruhe sowie an der Bauschule Lübeck, einer Vorgängerin der Technischen Hochschule Lübeck. Ab 1901 war er (mit einer Unterbrechung 1903) in Lübeck als Architekt tätig, ab 1904 mit Carl Hahn als Hahn & Runge Bureau für Architektur und Bauausführung in der Breiten Straße 85–87, ab 1926 mit Wilhelm Lenschow als Büro Runge & Lenschow in der Königstraße 57. Seine frühen Bauten sind der schleswig-holsteinischen Heimatschutzarchitektur zuzurechnen, diejenigen der 1920er Jahre sind vom Backsteinexpressionismus geprägt. Seit 1904 war er Mitglied im Bund Deutscher Architekten, seit 1908 der Gesellschaft zur Beförderung gemeinnütziger Tätigkeit.

## Bauten
- Bismarckstraße 6a, Lübeck (1901)
- Goethestraße 73, Schwerin (1905)

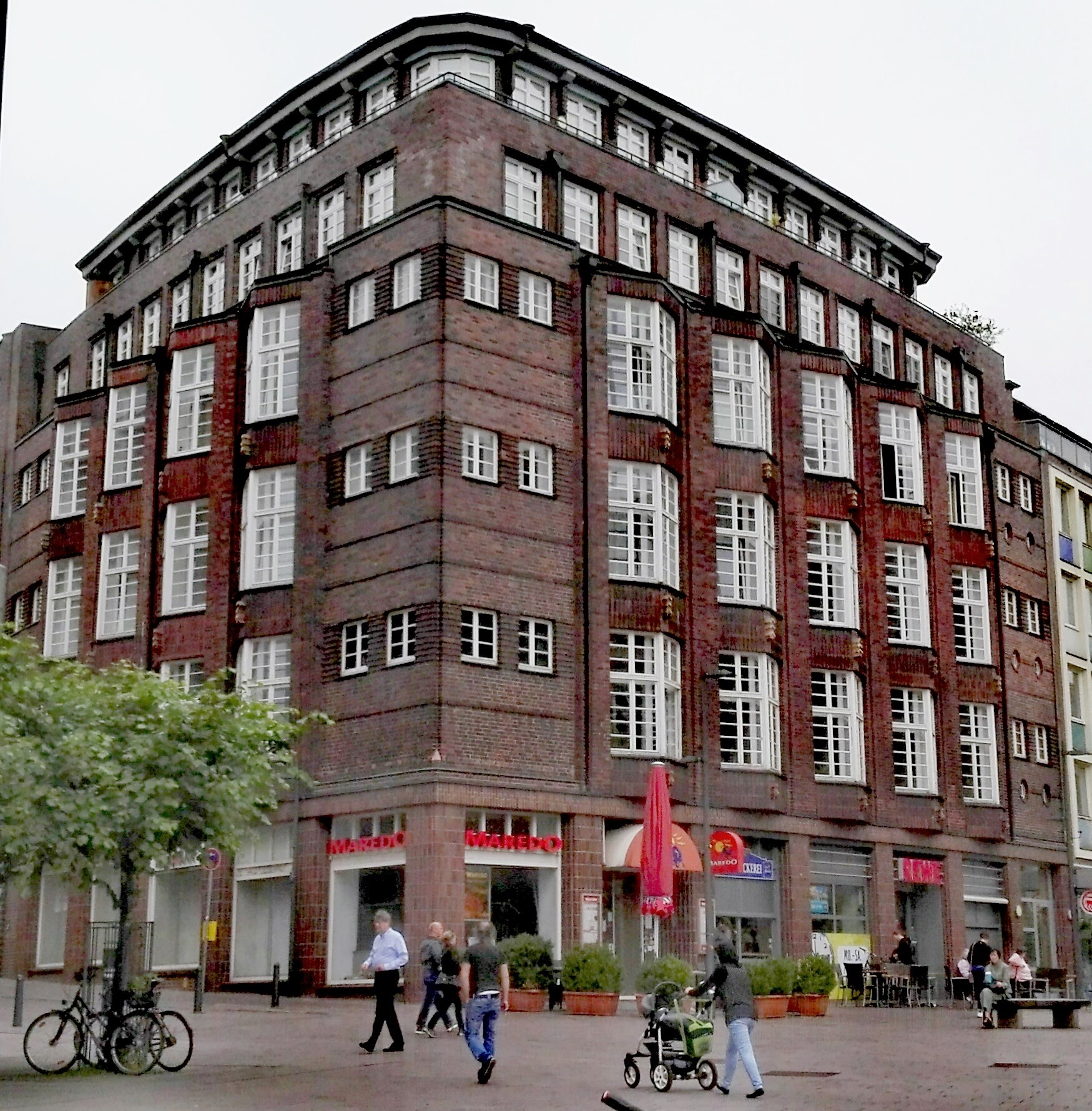
Ehemaliges Kaufhaus des Konsums am Klingenberg

- Mengstraße 3, Lübeck (1908, 1942 zerstört)
- Jakobikirchhof 5/6 (1908)
- Kapelle, Jüdischer Friedhof (Lübeck-Moisling) (1910)
- Hermbergsches Haus, Dr.-Julius-Leber-Straße 23 (1910/11)
- Rotlöscherstraße 31 (1913)
- Schwartauer Allee 84, gebaut als Zuchtviehauktionshalle (1926)
- Sandstraße 24–28, Lübeck (1928–1930), Kaufhaus am Klingenberg
- Dr.-Julius-Leber-Straße 48 (1930), Gewerkschaftshaus[2]
- Katharinenstraße 31, Lübeck (Teil von Seegrenzschlachthof (Lübeck))
- Nebenhofstraße 14, Lübeck (1931)
- Wakenitzstraße 44, Lübeck (1935)